# Wschodnioniemiecka Formuła 3
Wschodnioniemiecka Formuła 3 – rozgrywany w latach 1950–1971 cykl wyścigów samochodowych w Niemieckiej Republice Demokratycznej.

## Historia
Pierwszy sezon serii rozgrywanej według przepisów Formuły 3 rozegrano w roku 1950, a mistrzem został Richard Weiser. W latach 1950–1958 pojemność silników samochodów była ograniczona do 500 cm³. W 1959 roku mistrzostwa nie były organizowane. W latach 1960–1963 mistrzostwa były rozgrywane według przepisów Formuły Junior, po czym powrócono do organizacji mistrzostw według przepisów Formuły 3. Seria została zawieszona po roku 1971. Od 1972 roku jednomiejscowe samochody wyścigowe ścigały się w ramach Wyścigowych Mistrzostw NRD w klasie C9. Jednocześnie w 1972 rozegrano mistrzostwa Formuły 3 dla klasy II (Leistungsklasse II).

## Mistrzowie
| Sezon | Mistrz                    | Zespół                    | Samochód                      | Nazwa                                       |
| ----- | ------------------------- | ------------------------- | ----------------------------- | ------------------------------------------- |
| 1950  | Richard Weiser            | MSG Eisenach              | Weiser Windsbraut-BMW         | DDR Bestenwertung "IMS" Formel 3 bis 500ccm |
| 1951  | Werner Lehmann            | BSG Stern Luckenwalde     | Zimmermann                    | DDR Meisterschaft Formel 3 bis 500ccm       |
| 1952  | Willy Lehmann             | BSG Einheit Bitterfeld    | Grün WGW-BMW                  | DDR Meisterschaft Formel 3 bis 500ccm       |
| 1953  | Willy Lehmann             | BSG Einheit Bitterfeld    | Grün WGW-BMW Scampolo 502-BMW | DDR Meisterschaft Formel 3 bis 500ccm       |
| 1954  | Willy Lehmann             | BSG Einheit Bitterfeld    | Scampolo 502-BMW              | DDR Meisterschaft Formel 3 bis 500ccm       |
| 1955  | Willy Lehmann             | BSG Einheit Halle         | Scampolo 502-BMW              | DDR Meisterschaft Formel 3 bis 500ccm       |
| 1956  | Willy Lehmann             | BSG Einheit Halle         | Scampolo 502-BMW              | DDR Meisterschaft Formel 3 bis 500ccm       |
| 1957  | Willy Lehmann             | BSG Einheit Halle         | Scampolo 502-BMW              | DDR Meisterschaft Formel 3 bis 500ccm       |
| 1958  | Heinz Melkus              | MC Dresden                | Melkus Post-JAP               | DDR Meisterschaft Formel 3 bis 500ccm       |
| 1959  | mistrzostw nie rozgrywano | mistrzostw nie rozgrywano | mistrzostw nie rozgrywano     | mistrzostw nie rozgrywano                   |
| 1960  | Heinz Melkus              | MC Post Dresden           | Melkus 60-Wartburg            | DDR Meisterschaft Formel Junior             |
| 1961  | Willy Lehmann             | MC Halle                  | Scampolo 502-Wartburg         | DDR Meisterschaft Formel Junior             |
| 1962  | Willy Lehmann             | MC Halle                  | SEG I-Wartburg                | DDR Meisterschaft Formel Junior             |
| 1963  | Hans-Theo Tegeler         | MC Plauen                 | Melkus 63-Wartburg            | DDR Meisterschaft Formel Junior             |
| 1964  | Max Byczkowski            | MC Kraftverkehr Grimma    | Melkus 64-Wartburg            | DDR Meisterschaft Formel 3                  |
| 1965  | Willy Lehmann             | MC Halle                  | SEG II-Wartburg               | DDR Meisterschaft Formel 3                  |
| 1966  | Willy Lehmann             | MC Halle                  | SEG II-Wartburg               | DDR Meisterschaft Formel 3                  |
| 1967  | Heinz Melkus              | MC Post Dresden           | Melkus 64-Wartburg            | DDR Meisterschaft Formel 3                  |
| 1968  | Heinz Melkus              | MC Post Dresden           | Melkus 64-Wartburg            | DDR Meisterschaft Formel 3                  |
| 1969  | Frieder Rädlein           | MC Lockwitzgrund          | Melkus 64-Wartburg            | DDR Meisterschaft Formel 3                  |
| 1970  | Klaus-Peter Krause        | MC Gotha                  | Melkus 64-Wartburg            | DDR Meisterschaft Formel 3                  |
| 1971  | Wolfgang Küther           | MC Betonwerke Dresden     | Melkus 64-Wartburg            | DDR Meisterschaft Formel 3                  |
| 1972  | Hartmut Thaßler           | MC Rackwitz-Delitzsch     | HTS 72-Wartburg               | Pokal des Präsidiums Leistungsklasse II     |